# Байрам-Цурри (город)
Байра́м-Цу́рри — город на севере Албании у границы с Косово. Административный центр округа Тропоя, входящего в состав области Кукес.
Находится в районе горного массива Проклетие (Се́веро-Алба́нские А́льпы).
Население — 5340 жителей (2011).
Город возник в 1952 году на месте села Колгецай. Назван в честь национального героя Албании Байрама Цурри (1862—1925).

## Персоналии
- Бесник Мустафай (р. 1958) — албанский писатель и дипломат.

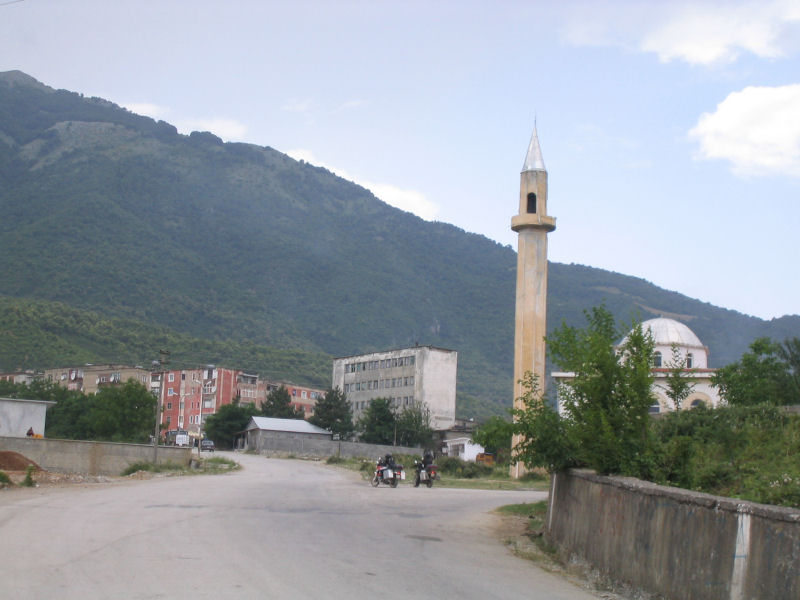
Мечеть в Байрам-Цурри

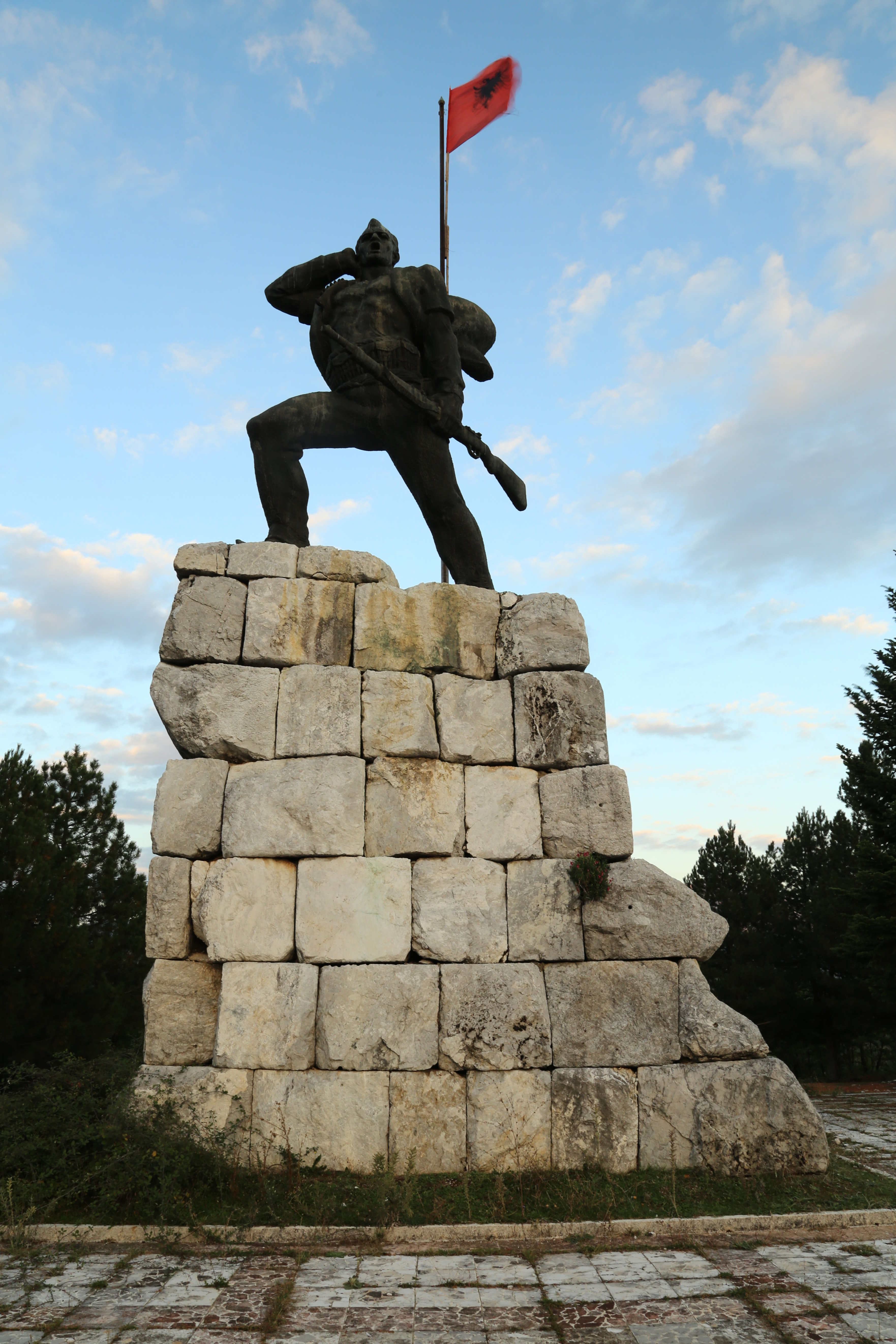
Памятник неизвестному солдату